# Diego Placente
Diego Rodolfo Placente (ur. 24 kwietnia 1977) – argentyński piłkarz grający najczęściej na pozycji lewego obrońcy, ale także może grać jako defensywny pomocnik. Karierę rozpoczynał w klubie Argentinos Juniors, gdzie rozegrał 36 spotkań, w żadnym z nich nie trafiając do siatki rywala. Później na 4 lata przeniósł się do River Plate, skąd w roku 2001 wyjechał do europejskiego Bayeru 04 Leverkusen i w tym właśnie klubie odniósł jak do tej pory największe sukcesy. Już w roku 2002 miał możliwość gry ze swoim klubem w Lidze Mistrzów. Doszedł do finału tych rozgrywek, w których jego Bayer uległ 2-1 Realowi Madryt. W tym samym roku zagrał też w finale Pucharu Niemiec, jednak znowu z murawy schodził pokonany. Z Bayeru odszedł w roku 2005 do Hiszpanii. Tam znalazł angaż w pierwszoligowej Celcie Vigo, z którą w 2007 roku spadł do Segunda División. Następnie związał się z argentyńskim klubem San Lorenzo. Następnie był piłkarzem Girondins Bordeaux, z którym w sezonie 2008/2009 zdobył mistrzostwo Francji. W 2010 roku wrócił do Argentyny, do San Lorenzo, a obecnie jest zawodnikiem urugwajskiego klubu Club Nacional de Football.